# ワイはアサシオや
『ワイはアサシオや』は、いしいひさいち作の4コマ漫画作品。「夕刊フジ」連載。主人公のモデルは元大関の4代目朝潮太郎。

## 概要
1979年春場所、長岡が4代目朝汐を襲名した際に連載を開始し、以後大相撲本場所中限定で1984年九州場所まで連載された。（ただし、1979年秋場所～1980年初場所、1983年名古屋場所～九州場所は連載せず。また、内容は基本的に同じだが、1982年夏場所～名古屋場所は「きまぐれ劇場」、1983年初場所～夏場所は「スポーツぱあティー」というタイトルで連載された）尚、連載当時の高砂部屋には富士桜、高見山のベテラン、後の水戸泉も在籍していたが、作中、下記の登場人物がネタの中心になっていたため、実在の力士で、連載中には北の湖、千代の富士が数度、登場する。

### 単行本
1980年12月に双葉社より出版されたいしいひさいちの作品集に初期作品が収録された後、1983年1月に同社より単行本が出版された。また、2007年12月に文庫版が発売されている。

## 登場人物
アサシオ
本作の主人公。脳天気な発言と大関候補としての期待を裏切る相撲ぶりで常にタコサゴ親方に竹刀で殴られていた。のち大関に昇進するが、9勝6敗、8勝7敗を繰り返す不甲斐ない成績のため相変わらず殴られ続けることに。
タコサゴ親方
アサシオの師匠。モデルは連載当時の高砂親方（元横綱・3代朝潮）。アサシオの発言や相撲態度に激怒してたびたび竹刀で殴りつけるが、結局はいいコンビである。（単行本の人物紹介では「アボットとコステロ」にたとえられている）
山本山
アサシオの付け人。部屋唯一の常識人で、アサシオや親方の言動にため息をつくのが常。序二段時代に土俵上で廻しを落としたことがある。
おかみさん
タコサゴ親方夫人。天然ボケであり、「そもそも相撲の何たるかを知らない」（単行本の人物紹介より）。部屋が貧乏なため、ちゃんこの材料の確保に頭を悩ませている。